# Xiji (köpinghuvudort i Kina, Heilongjiang Sheng, lat 46,15, long 127,17)
Xiji (kinesiska: 西集, 西集镇) är en köpinghuvudort i Kina. Den ligger i provinsen Heilongjiang, i den nordöstra delen av landet, omkring 61 kilometer nordost om provinshuvudstaden Harbin. Antalet invånare är 29 081. Befolkningen består av 14 413 kvinnor och 14 668 män. Barn under 15 år utgör 15,0 %, vuxna 15-64 år 78 %, och äldre över 65 år 6,0 %.
Runt Xiji är det ganska tätbefolkat, med 144 invånare per kvadratkilometer. Närmaste större samhälle är Bayan, 19,3 km öster om Xiji. Trakten runt Xiji består till största delen av jordbruksmark.
Genomsnittlig årsnederbörd är 854 millimeter. Den regnigaste månaden är juli, med i genomsnitt 192 mm nederbörd, och den torraste är januari, med 8 mm nederbörd.